# 964-й истребительный авиационный полк ПВО
964-й истребительный авиационный полк ПВО (964-й иап ПВО) — воинская часть истребительной авиации ПВО, принимавшая участие в боевых действиях Великой Отечественной войны.

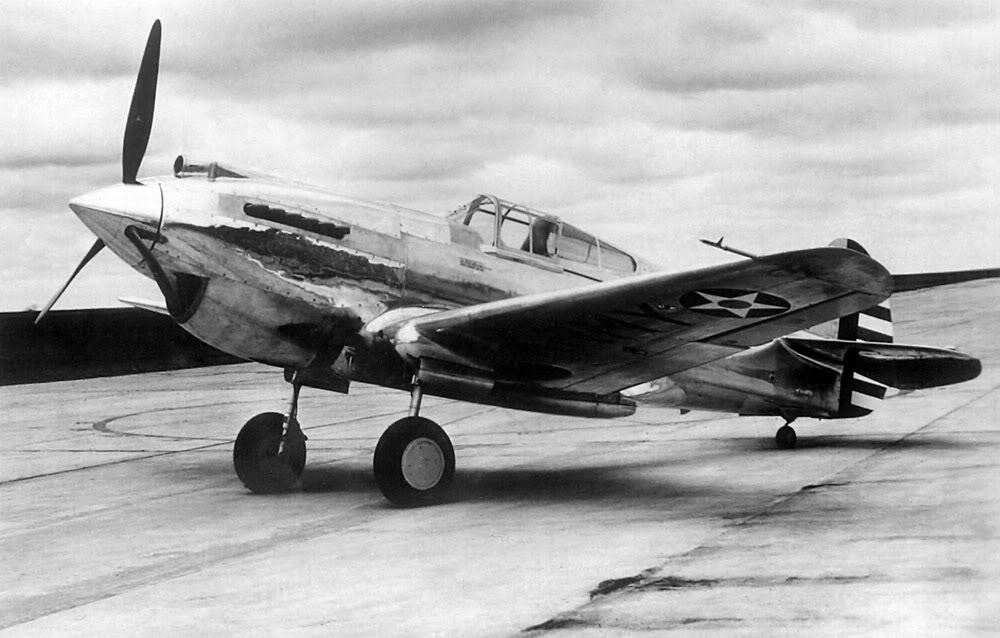
Самолет Curtiss P-40 (Киттихаук) полк был вооружен при формировании. В мае 1944 года полк вновь перевооружен на эти самолёты.

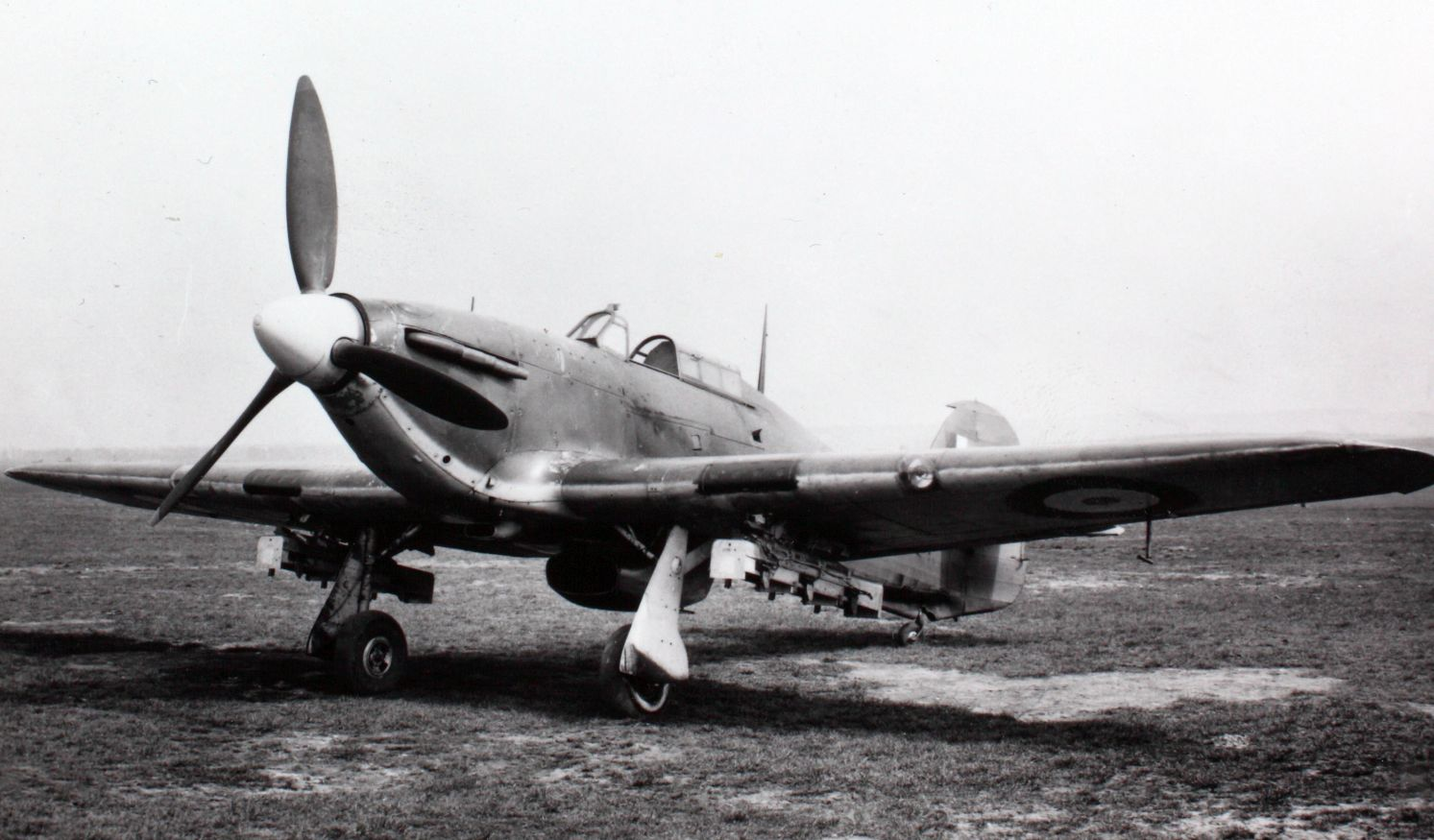
На самолёты Hawker Hurricane полк был перевооружен в марте 1943 года.

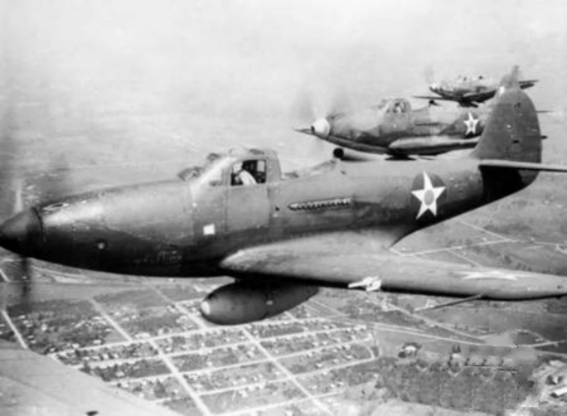
Самолеты Bell P-39 Airacobra полк начал осваивать в августе 1944 года.

## Наименования полка
- 964-й истребительный авиационный полк ПВО[1][2].
- 964-й истребительный авиационный полк[1][2];
- Войсковая часть (полевая почта) 42090[1][2].

## История и боевой путь полка
964-й истребительный авиационный полк сформирован в период с 10 июля по 15 сентября 1942 года в Архангельском военном округе в составе 148-й истребительной авиадивизии ПВО на аэродроме Вертлово в 10 км севернее Вологды за счет частей, вооруженных американскими самолётами «Киттихаук». С 15 сентября входил в состав 148-й истребительной авиадивизии ПВО Череповецко-Вологодского района ПВО. Боевой работы не вел. В марте 1943 года перевооружен на английские истребители «Харрикейн» (получил 28 самолётов).
С 5 июня 1943 года полк оперативно подчинен штабу 106-й истребительной авиадивизии ПВО Бологоевского района ПВО. Приступил к боевой работе на самолётах «Харрикейн». В ноябре 1943 года передан в состав 147-й истребительной авиадивизии ПВО Рыбинско-Ярославского района ПВО. В мае 1944 года перевооружен на самолёты «Киттихаук» производства США. 7 июля передан в состав 124-й истребительной авиадивизии ПВО 2-го корпуса ПВО Северного фронта ПВО. Полк базировался на аэродроме Кречевицы.
В август 1944 года полк приступил к переучиванию на американские истребители «Аэрокобра». В октябре вместе с дивизией передан из 2-го корпуса ПВО в 79-ю дивизию ПВО Северного фронта ПВО. С 25 октября по 15 ноября полк перебазировался на новый аэродром Медведково (Великие Луки). В задачу дивизии входила оборона железнодорожных узлов и перегонов. Во взаимодействии со средствами ПВО 16-й Отдельной бригады, 2-го корпуса ПВО и 3-го Прибалтийского фронта дивизия обороняла от налетов авиации противника железнодорожные узлы Чудово, Окуловка, Угловка, Бологое, Валдай, железнодорожные участки Бологое-Чудово, Бологое-Бежецк, Бологое-Лихославль, Бологое-Осташков, мосты через реки Волхов и Мста, железнодорожные узлы Дно и мосты через реки Цна у станции Вышний Волочек и Щелонь у станции Сольцы.
24 декабря 1944 года вместе со 124-й иад ПВО 79-й дивизии ПВО включен в состав войск Западного фронта ПВО (2 формирования) (преобразован из Северного фронта ПВО). До конца войны входил в состав 124-й истребительной авиадивизии ПВО. В 1945 году полк в составе дивизии во взаимодействии со средствами ПВО 79-й дивизии ПВО приступил к выполнению боевой задачи по обороне железнодорожных узлов Резекне, Полоцк, Невель, Ново-Сокольники, Великие Луки, Псков, железнодорожных перегонов и мостов через реки Западная Двина у Полоцка и Великая у Пскова.
День Победы 9 мая 1945 года полк встретил на аэродроме Медведково (Великие Луки).
Всего в составе действующей армии полк находился: с 5 июня 1943 года по 31 декабря 1944 года.
Всего за годы войны полком:
- Совершено боевых вылетов — 136;
- Проведено воздушных боев — 2;
- Сбитых самолётов противника нет;
- Свои потери (боевые): летчиков — нет, самолётов — 1.

## Командир полка
- батальонный комиссар Тарасов Николай Дмитриевич[1], 10.07.1942 — 03.1943
- капитан Горячко Леонид Дорофеевич[1], 03.1943 — 12.07.1943
- подполковник Слуцков Алексей Дмитриевич[1], 12.07.1943 — 17.07.1944
- капитан, майор Ерош Виталий Иванович[1], 17.07.1944 — 10.02.1946

## Послевоенная история полка
После войны полк продолжал входить в состав 124-й истребительной авиационной дивизии ПВО 13-го корпуса ПВО Западного округа ПВО. В связи с расформированием дивизии 13 октября 1945 года полк передан в состав 144-й истребительной авиационной дивизии ПВО 33-го истребительного авиационного корпуса ПВО 19-й воздушной истребительной армии ПВО Центрального округа ПВО с перебазированием на аэродром Барановичи. В период с 1 по 10 февраля 1946 года полк расформирован в 144-й истребительной авиационной дивизии ПВО (директива ГШ КА № орг/10/88861сс от 15.12.1945).